# Macedonia Pirinului

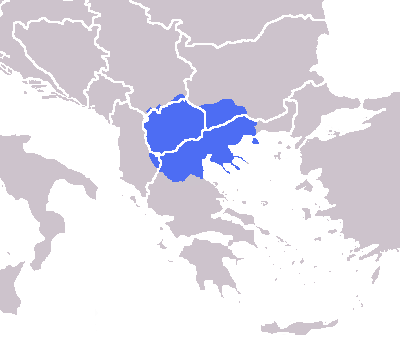
Teritoriile din Peninsula Balcanică asociate cu Macedonia

Macedonia bulgărească, cunoscută și sub numele de Macedonia Pirinului, (în bulgară Пиринска Македония / Българска Македония, transliterat: Pirinska Makedoniia / Bălgarska Makedoniia) este o provincie istorică a Bulgariei, parte din teritoriile asociate cu regiunea Macedoniei.
În cadrul administrației statului bulgar modern, Macedonia coincide cu regiunea Blagoevgrad, căreia i se adaugă zona înconjurătoare a localității Barakovo din regiunea Kiustendil.